# V757 Centauri
V757 Centauri (HD 120734) é uma estrela variável na constelação de Centaurus. É uma binária eclipsante com um período orbital de 0,34318 dias que apresenta dois eclipses parciais com diminuição de brilho quase igual. Sua magnitude aparente visual tem um máximo de 8,40, diminuindo para 8,86 durante o eclipse primário e 8,84 durante o eclipse secundário. Sua natureza variável foi descoberta por Howard Bond em 1970. Com base em medições de paralaxe pela sonda Gaia, está a uma distância de aproximadamente 215 anos-luz (66 parsecs) da Terra.
V757 Centauri é uma binária de contato do tipo W Ursae Majoris, formada por dois componentes tão próximos que suas superfícies tocam uma na outra. Separadas por apenas 2,345 raios solares, ambas as estrelas são de classe G e têm o mesmo tipo espectral de G0V. Com temperaturas efetivas de 5930 e 6000 K, o sistema é classificado como uma variável W Ursae Majoris do subtipo W, em que a estrela primária (maior) é mais fria que a secundária; por isso, os eclipses primários são causados pela ocultação da estrela secundária. A órbita está inclinada em 69,3° em relação ao plano do céu.
Os parâmetros de V757 Centauri foram calculados com base em observações fotométricas e da órbita espectroscópica. O componente primário tem uma massa de 88% da massa solar, raio de 97% do raio solar e está brilhando com 102% da luminosidade solar. O secundário tem apenas 59% da massa solar, um raio de 80% do raio solar e luminosidade igual a 73% da solar. Como as duas estrelas estão em contato, existe considerável transferência de massa da estrela secundária para a primária. Estima-se que inicialmente o componente secundário era o mais massivo, com 1,74 vezes a massa solar, enquanto o primário tinha uma massa inicial de 0,49 vezes a solar.